# 導抗
導抗（英語：Immittance）是導納與阻抗的統稱。
負載共分為電阻（電阻器）、電容（電容器）和電感（電感器）三種。電阻只會影響 {\displaystyle {\frac {V}{I}}}（導抗矢量）的實數部份，而電容和電感則只會影響其虛數部份，而三者的配合能夠影響正弦曲線式電源的剎那電壓、電流或功率等參數。

## 純直流電：電導與電阻
I 為電流，V 為電壓。
- 電導

{\displaystyle G={\frac {I}{V}}}
G 為電導。
- 電阻

{\displaystyle R={\frac {V}{I}}}
R 為電阻。
電導與電阻互為倒數關係。

## 純交流電：電納與電抗
- 電納

- 容納

{\displaystyle B_{C}=\omega C=2\pi fC}
BC 為容納， ω 為導抗矢量角速度， f 為頻率， C 為電容。
- 感納

{\displaystyle B_{L}={\frac {1}{\omega L}}={\frac {1}{2\pi fL}}}
BL 為感納， ω 為導抗矢量角速度， f 為頻率， L 為電感。
- 電抗

- 感抗

{\displaystyle X_{L}=\omega L=2\pi fL}
XL 為感抗， ω 為導抗矢量角速度， f 為頻率， L 為電感。
- 容抗

{\displaystyle X_{C}={\frac {1}{\omega C}}={\frac {1}{2\pi fC}}}
XC 為容抗， ω 為導抗矢量角速度， f 為頻率， C 為電容。
電納與電抗互為倒數關係。

## 兩者組合：導納與阻抗
j 為虛數單位。
- 導納

{\displaystyle Y=G+Bj}
Y 為導納，G 為電導，B 為電納。
- 阻抗

{\displaystyle Z=R+Xj}
Z 為阻抗，R 為電阻，X 為電抗。
導納與阻抗互為倒數關係。